# ブーサイード朝

オマーン王国の国章

ブーサイード朝（アラビア語: آل بو سعيد）は、18世紀からオマーンを統治する王朝。過去にはザンジバルなどの東アフリカの沿岸地域を支配していたが、1964年のザンジバル革命でアフリカの政権は消滅した。
この項目では主に王朝の創始から1970年のカーブース・ビン・サイードの即位までの歴史について記述する。

## 歴史

### 王朝の創始
王朝を創始したブーサイード族は、オマーンの主要部族であるアズド族の流れを汲む。
オマーンでは17世紀初頭にヤアーリバ朝が建国され、ヤアーリバ朝の支配は東アフリカ沿岸のザンジバル、モンバサに及んでいた。1720年頃にオマーン本土で起きた内乱によってヤアーリバ朝は衰退し、在地のオマーン人が勢力を増した東アフリカ沿岸部の都市は統制が行き届かなくなっていた。ヤアーリバ朝の内乱はイランのアフシャール朝の介入を招き、1737年にアフシャール朝の君主ナーディル・シャーによってマスカットなどの都市が占領される。ソハール（スハール）の防衛にあたっていたブーサイード族のアフマド・ビン・サイードはイラン軍を撃退し、戦後アフマドは政治的影響力を高めていった。アハマドはイバード派のイマーム（宗教指導者）となり王朝を創始するが、即位の時期は史料によって異なる。
アハマドの死後に彼の子の一人であるサイード・ビン・アフマドがイマームに就任し、サイードの子ハマドはイマームに就任することなくマスカットを支配した。1792年にハマドが天然痘で病没した後、サイードの兄弟であるスルターン・ビン・アフマドがマスカットを占領する。ブーサイード朝のアラビア半島内陸部への支配は強固なものではなく、権力・財政の基盤は内陸部の町や村から徐々に移っていき、1780年代に首都を内陸部のルスタークからオマーン湾に面するマスカットに移転した。ヤアーリバ朝以来、住民の過半数を占めるイバード派の指導者であるイマームが国家を統治していたが、内陸部を離れたブーサイード朝は従来のイバード派を柱とする統治を転換した。マスカットを支配したハマド、スルターンらはイマームの称号を使用せず、より世俗的なサイイドの称号を使用した。1821年にサイードが没した後、スルターンの子サイイド・サイードはイマームの称号を継承せず、サイイドを名乗り続けた。
スルターンの時代にブーサイード朝はインド洋沿岸、ペルシア湾岸に勢力を拡大し、スルターンの即位直後にグワーダルを中心とするマクラーン地方がブーサイード朝の支配下に入る。海洋交易の振興を図るスルターンの方針は、フランスの影響力を除いてペルシア湾の交易路の独占を図るイギリスの思惑に合致していた。1798年10月、オマーンとイギリス東インド会社の間でフランスの勢力をマスカットから排除する旨の条約が締結され、1800年にオマーンはイギリス東インド会社の社員のマスカットへの常駐を承認した。
内陸部を離れたブーサイード朝が海上交易に力を入れる一方で、ナジュドのサウード王国がオマーン北西部に侵入し、北西部の沿岸部はサウード朝の支配下に置かれる。ブライミー、ラアス・アル＝ハイマなどの北西部の都市はサウード王国の支配下に入り、孤立したスルターンはサウード王国への貢納を行って服属の意思を示した。海上での優位を確立するため、1800年にスルターンはバーレーン島への遠征を行い一時的に島を占領するが、翌1801年にサウード王国の支援を受けた勢力によって島を喪失する。1804年末にスルターンはサウード王国を共通の敵とするオスマン帝国の支援を受けようと試み、オスマンのバグダード総督と共同作戦の協議を行うためにバスラを訪れたが、帰路でラアス・アル＝ハイマの海賊集団の攻撃を受けて落命した。スルターンの死後、かつてサウード王国の保護を受けていたスルターンの甥バドル・イブン・サイフが、サウード王国によって王位に就けられた。サウード王国に恩を感じるバドルはオマーンでの支配を確立するため、ワッハーブ派の布教を図った。

### 東アフリカへの進出

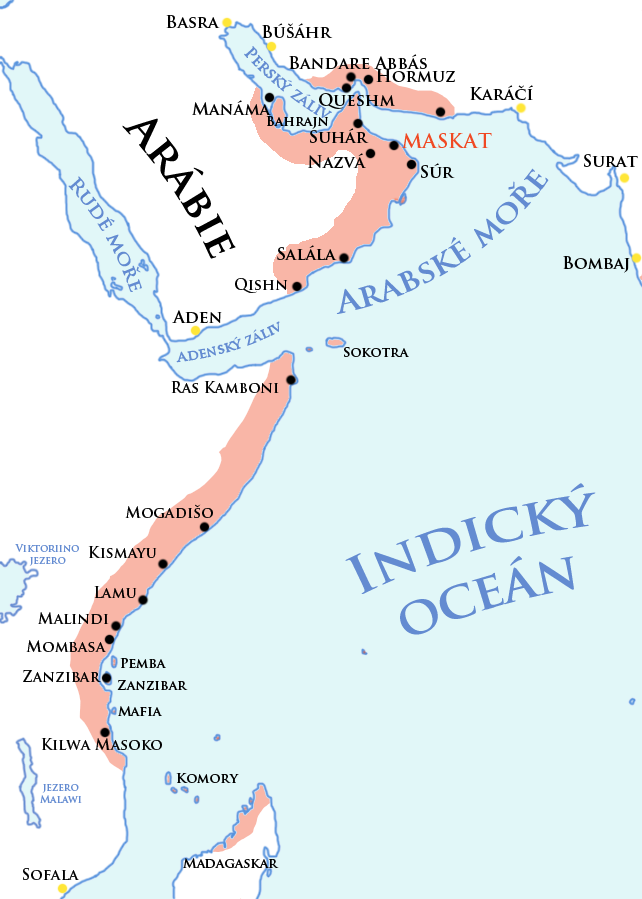
1856年当時のオマーンの支配領域

1807年にスルターンの遺児であるサーリムとサイード（サイイド・サイード）がバドルを殺害し、サイードは即位当初サウード王国への従属を表明していたがやがて貢納を拒むようになり、イランのガージャール朝に援軍を要請する。1808年にサイードはラアス・アル＝ハイマを支配するカワーシム族を攻撃するが敗北し、再びサウード王国に従属した。1809年、サイードはカワーシム族の海賊行為に業を煮やしたイギリスと連合し、ラアス・アル＝ハイマとサウード王国の軍事拠点を破壊した。
サイードはイギリスの東アフリカへの進出を予見し、東アフリカ沿岸地域の支配の強化に乗り出した。ザンジバルはブーサイード朝の支配下にあったものの、沿岸部の都市国家の多くはオマーン本土から独立していた。モンバサを支配するマズルーイー家はブーサイード朝の正統性を認めず、ブーサイード朝とマズルーイー家の戦争は1837年まで断続的に行われる。1840年頃からサイードは居住地をザンジバル島に移し、彼の治世でモガディシュからモザンビークとの国境に至る地域がブーサイード朝の支配下に入った。1856年にサイイド・サイードが没した後、ザンジバルはオマーンの政府から分離する。
マスカットに居住していたサイードの子スワイニーはマスカットとザンジバル両方の支配権を主張し、ザンジバルに居住していたスワイニーの兄弟マージドはマスカットからの独立を主張した。双方の緊張が頂点に達した1859年にスワイニーは艦隊をザンジバルに派遣するが、イギリスの仲裁で攻撃を取りやめた。1862年にイギリスのカニング裁定によってオマーンとザンジバルの分離が決定した。ザンジバルを喪失した損害を補填する補助金がイギリス領インド政府からオマーンの政府に支払われ、オマーンは事実上のイギリスの保護国となった。

### 19世紀後半から20世紀初頭にかけてのブーサイード朝

#### マスカットのブーサイード朝
19世紀末からオマーンはマスカットを拠点とするブーサイード朝の国家と、ニズワーやルスタークなどの内陸部の都市を支配するイマームが支配する国家（オマーン・イマーム国）が並立していた。カーブース・ビン・サイードの即位に至るまでのブーサイード家の君主とイマームの支配が重複する期間は、「空白の一世紀」と呼ばれている。
カニング裁定はオマーンの社会から受け入れられず、ブーサイード家の内部でマスカットの支配者の地位を巡る争いが勃発する。ソハールの知事を務めていたサイードの第六子トゥルキーはマスカットの支配者の地位を要求してスワイニーと争い、スワイニーとトゥルキーが和解した後、1866年にスワイニーは息子のサーリムによって暗殺される。支配者の地位を求めるトゥルキーはサーリムを攻撃するが、イギリスの意向によってサーリムとトゥルキーは停戦し、トゥルキーは子のファイサルを連れてグワーダルに移住する。1868年にサーリムは傍系のアッザーン2世によってマスカットから追放され、イマームに選出されたアッザーン2世の下で一時的にイマームによる支配が復活するが、1871年にアッザーン2世はトゥルキーとの戦いで敗死する。1874年、1877年、1883年にマスカットはオマーン国内の反対勢力の攻撃を受け、これらの反乱はイギリスと一部の豪族の支援によって鎮圧された。トゥルキーの死後からマスカットの支配者の地位は安定して継承されるようになり、ブーサイード朝の君主は「スルターン」の称号を使用するようになる。
ファイサルの治世の初期は一族や内陸部の有力者と良好な関係を保ち、ザンジバルから財政支援を得る順調なものだったが、やがて反イギリス勢力はファイサルを敵視するようになった。1891年にオマーンはイギリスとの間でオマーンの土地の領有権をイギリス以外の国家に認めることを禁止する旨の条約を締結する。1895年にザンジバルがマスカットの支配を主張すると、これに同調する国内の有力部族がマスカットの王宮を占領し、助けを求めたイギリスから支援を得ることはできなかった。ファイサルはインド洋におけるイギリスの進出を弱めるため、フランスとロシアへの接近を試みたが、イギリスの掣肘を受ける。1913年に内陸部の有力部族がイバード派のイマームを選出して反乱を起こし、ニズワ、イズキ、サマーイルなどの都市が反乱軍に占領される中、同年10月にファイサルは肝臓癌のため急死する。
ファイサルの跡を継いだタイムールは1920年にイギリスの仲介によってスィーブ条約を締結し、イマームの政権を承認した。内戦による国庫の消耗と経済の停滞によって財政はより悪化し、イギリスの借款に頼らざるを得なくなったオマーンは事実上のイギリスの保護国となる。タイムールは独立の維持のためフランス、オスマン帝国との交渉にあたるが計画は挫折し、やがて政務への熱意を失い、1918年に病気の治療と称してインドに渡った。1920年に一度退位を表明したタイムールはイギリスの説得によって退位を思いとどまるが、帰国後は南部のドファールに滞在し、再びインドとの間を往来するようになる。1932年に内乱と外圧の対処に疲れ果てたタイムールは政務から退き、スルターンの地位を息子のサイードに譲る。

#### ザンジバル
1870年にザンジバルで流行したコレラによって奴隷の人口は激減し、1872年のハリケーンによる被害の復興のため、ザンジバルでは奴隷労働力の需要が高まっていた。1870年にマジードの跡を継いだ弟のバルガシュ・ビン・サイードはイギリスから奴隷貿易禁止条約の締結を迫られ、ドイツ、アメリカ、フランスに支援を求めるが援助は得られなかった。1873年6月5日にバルガッシュは奴隷貿易の禁止を含む条約に調印し、ザンジバルの首都ストーン・タウンの奴隷市場は閉鎖される。また、バルガッシュはベルギー、ドイツの意を受けた探検家や宣教師がアフリカ沿岸部の様子を探る状況を憂慮し、1882年にスワヒリ商人ティップー・ティプを内陸部に派遣した。しかし、タンガニーカ湖の西南部一帯はベルギーの支配下に置かれ、タンガニーカ湖東部ではドイツの進出が始まっていた。
1884年に開催されたベルリン会議でヨーロッパ列強によるアフリカ分割が策定された後、ドイツはザンジバルの対岸の内陸部一帯の領有を主張し、ザンジバルにはダルエスサラームの割譲を求めるドイツの軍艦が派遣された。イギリス、ドイツ、フランスで構成されたザンジバル領土策定委員会の巡察と協議の結果、1886年にザンジバル・スルターン国の領土はザンジバル、ペンバ島、ラムなどの島嶼部、ソマリアからタンザニア南部に至る幅16kmの沿岸部に限定され、東アフリカ内陸部の領土を喪失する。1888年4月にザンジバル・スルターン国とドイツ東アフリカ会社（DOAG）の間で締結された条約によって、ドイツにパンガニからキルワに至る地域の関税徴収権と行政権が付与された。ジュンベと呼ばれる土着の支配者層はDOAGの進出に抵抗するが、ザンジバル・スルターン国が任命したリワリ（総督）はドイツを支持し、ジュンベの中でザンジバル王を攻撃するか否かで意見が分かれ、DOAGに対して団結して抵抗することができなかった。1890年にスワヒリ都市の抵抗に手を焼いたDOAGはドイツ政府に東アフリカの統治を委任し、ドイツ領東アフリカが成立した。1890年にイギリスはドイツとヘルゴランド＝ザンジバル条約を締結してザンジバルを獲得し、ザンジバル、ペンバ島、周辺の島々はイギリスの保護領とされる。
ザンジバル・スルターン国では国王とごくわずかな官僚が国家を運営し、国王直属の小規模な軍隊を除いて行政組織と見なせるものは存在していなかった。ザンジバルを保護領としたイギリスは当初内政不干渉を打ち出していたが、こうした状況を見て国王からイスラーム法に基づく司法権を除いた権限を剥奪し、行政組織の整備に取り掛かった。ザンジバル側はイギリスからの干渉に抵抗し、特に奴隷制の廃止に対して強く抵抗した。1896年にザンジバル王ハマドが没した後、イギリスに敵対的な王族ハーリドが王宮を占領し、ハーリドはイギリスの降伏勧告を拒絶した。同年8月27日にイギリスの艦船はストーン・タウンの王宮に砲撃を行い、45分におよぶ攻撃の末に王宮は破壊され、ハーリドは国外に逃亡した（イギリス・ザンジバル戦争）。ハーリドが国外に逃亡した後、サイードの孫にあたるハムードがイギリスによってザンジバルの王位に就けられ、島の旧支配者層に軍事力を誇示したイギリスはザンジバルの統治で主導的な役割を果たすことになる。1906年からイギリスによるザンジバル政府の再編が始められ、1913年にザンジバルはイギリスの植民省の管轄下に置かれ事実上の植民地となる。

### カーブースの即位とザンジバル革命

#### マスカットのブーサイード朝
サイードは財政の改善のために支出を抑制し、独立を維持するために日本、アメリカ合衆国、フランス、イタリア、インドなどを歴訪した。石油が埋蔵されているオマーン内陸部での支配の確立のため、1937年から1945年末にかけてサイードは内陸部の部族勢力との和解、部族間の紛争の仲裁を行い、政策の成功によって王国の権威と諸部族からの信頼が高まった。
1952年、サウジアラビア王国がブライミーに侵入する事件が起きる。サイードはイマーム政権と友好を維持していたが、イギリス系の石油会社がオマーン内陸部での試掘を強行したため、ジャバル・アフダル戦争と呼ばれる内戦に発展する。サイードの要請を受けたイギリス軍の空爆によってイマーム政権は壊滅するが、ガーリブ・ビン・アリーをはじめとするイマーム政権の中心人物は周辺のアラブ諸国に亡命し、二つの政権の対立は1971年まで国際連合でオマーン問題として扱われ続ける。サウジアラビアに亡命したガーリブらは出版活動を通して政治宣伝を展開し、1960年代前半までサウジアラビアで訓練を受けたゲリラがオマーンで破壊活動に従事していた。内外の戦乱に必要な軍費を調達するため、サイードはグワーダルを放棄するが、イギリスに軍事的・経済的に依存した状態はなおも続き、1958年にサイードはサラーラに移住する。
サイードが実施した支出の抑制は独立の維持のための手段から目的そのものに変化し、1964年の石油の商業的生産が確認された後も石油によって得られた利益を積極的に投資しようとはしなかった。オマーン国内では市民の行動に厳しい制限と監視が加えられ、サイードの政策には民衆だけでなく王族も不満を抱くようになっていた。1965年にサラーラで反乱が発生し、翌1966年にはサイードの暗殺未遂事件が起きる。イギリスは1970年までのペルシア湾岸地域からの撤退を表明するが、オマーン問題で国際的に孤立したサイードは1960年代のドファール戦争で有効な手を打つことができず、アラビア半島南部を起点とした共産主義勢力の伸張への警戒が高まった。親イギリス・西洋風の思想を持つ王子カーブースはサラーラで事実上の軟禁状態に置かれていたが、1970年に国王サイード派のイギリスのマスカット政務官が退任したため、イギリスはカーブースの支持に傾き始める。サラーラやマスカットではカーブースの支持者の輪が広がり、1970年5月にはサイードの叔父ターリクがカーブースへの協力を約束した。7月23日にクーデターは決行され、サイードは退位文書に署名した後、バーレーンを経由して移送先のイギリスで没した。
サイードを廃して即位したカーブースは国名をマスカット・オマーンから「オマーン・スルタン国」に改め、従前の鎖国政策を転換して国際連合への加入による国際社会への復帰を試みた。カーブースは首相に任命したターリクとともにイラン、サウジアラビア、アルジェリアで開催されたアラブ・サミット、ロンドン、パリ、ワシントンD.C.を歴訪し、1971年9月29日にアラブ連盟への加入を果たした。1971年9月30日にオマーンの国連加盟が承認され、同時にこれまでイマーム政権を支持していたアラブ諸国もイエメンを除いてブーサイード家のスルターンをオマーンの正統な支配者として承認した
。

#### ザンジバル
1950年代に入ってザンジバルの民族運動は過熱し、イギリスもザンジバルの独立に備えて1961年から総選挙を実施する。1963年12月10日にザンジバル王国は総選挙に勝利したアラブ系のザンジバル・ナショナリスト党の指導下で独立を達成した。翌1964年1月12日に起きたザンジバル革命によって王制は打倒され、ブーサイード家の王族は宗主国であるイギリスに亡命した。
ザンジバル革命によってザンジバルを追放されたオマーン人はオマーン本国への入国を拒否されていたが、カーブースの即位後にサイードの圧政を逃れてバーレーンやクウェートに移住したオマーン人とともに帰国を認められた。

## 経済
ブーサイード朝は先にオマーンに存在したヤアーリバ朝と同じく中継貿易を中心とする商業活動を盛んに行い、創始者のアフマドの時代にマスカットは繁栄を回復した。18世紀末には紅海交易の起点であるエジプトの政治的混乱、サウード朝の勢力拡大に伴うナジュド経由の陸路の障害のため、ペルシア湾を経由する海上貿易の比重が高まった。この時期のオマーンはアラビア近海からペルシア湾にかけての海上交易の大部分を支配し、ペルシア湾貿易の8分の5がマスカットを経由したと言われている。18世紀半ばにペルシア湾を経由するコーヒー豆の貿易が活発化したが、交易においてはスールの商人をはじめとするオマーンの商人が強い影響力を持っていた。
ブーサイード朝の君主は海上交易で中心的な役割を果たし、彼らは400トンから700トンの大型帆船を所有し、ペルシア湾岸、インド洋沿岸、東南アジアに船舶を派遣していた。港町の商人や船主は比較的小型の帆船を所有し、貿易や海運業に従事していた。

### 東アフリカ世界の経済
19世紀初頭にはサウード朝とイギリスがペルシア湾貿易で強い力を持ち、ムハンマド・アリーの治下でエジプトが安定を回復したため、紅海交易が活発化する。ペルシア湾でのオマーンの勢力は次第に縮小していき、サイード・ビン・スルターンの時代に東アフリカが海洋貿易の新たな活動の場に選ばれた。
モンバサ、ラム、キルワ・キヴィンジェなどの遠隔地にはリワリ（総督）が配置され、土着の勢力への介入を控える間接統治が実施された。スワヒリ都市の大部分では、リワリ制度は大きな抵抗もなく受け入れられる。間接統治が敷かれた背景には、オマーンの支配層がイバード派を信仰するのに対して東アフリカ沿岸の都市の住民の大部分はスンナ派のシャーフィイー学派を信仰していた事、サイードの目的は領土拡張ではなく長距離交易路の確保にあったこと、都市社会への武力介入は想定されていなかったことが挙げられている。オマーン支配の経済効果の恩恵を受けて、マリンディ、モンバサ、ラム、キルワ・キヴィンジェ、バガモヨなどのスワヒリ都市に富が集中する。経済発展を遂げたスワヒリ都市への移民と旧市街の上流層の価値観の接触により、スワヒリ都市の先住支配者層の間で「アラブに倣う」ウスタアラブの潮流が顕著になる。
サイードがザンジバルに首都を建設したとき、島には先住民の首長ムウェニ・ムクーが指導する国家が存在していた。当初サイードは土着の行政組織を利用して人頭税の徴収、賦役を課していたが、奴隷労働力の増加に伴って人頭税と賦役は消滅した。1870年代にムウェニ・ムクーの首長は廃位され、シェバと呼ばれる行政区域の長はザンジバル政府の行政組織の末端に編入された。
サイードは年1回アフリカ内陸部に派遣するキャラバン交易、欧米諸国やそれらの国からザンジバルを訪れた商人との取引によって利益を得ていた。輸入関税を確保する重要な商品である象牙とコーパルはザンジバルに集められ、タンザニア沿岸部でのムリマと呼ばれる地域では欧米の商人はそれらの取引に従事することが禁止されていた。関税の徴収は商人に委託され、徴税請負人は入札によって決定されていた。インド系の商人は徴税請負人の制度を足がかりとしてザンジバルに拠点を築き、その中から強大な権限を持つシヴジ一族が現れた。
1833年にサイードはアメリカ合衆国との間にカピチュレーションを締結し、アメリカの商人に生命と財産の安全、治外法権を約束した。ザンジバルからはキャラバンがもたらした象牙、栽培が奨励されていたクローブや砂糖、アラビア半島から買い付けたコーヒーが輸出され、銃、弾薬、ビーズ、綿布、時計、鏡などを欧米から輸入していた。アフリカ大陸からザンジバルに運ばれる奴隷も主要な輸出品となっていたが、1873年にイギリスの介入によって奴隷交易は廃止され、アフリカ沿岸に留め置かれた奴隷は沿岸部の都市での農業活動に従事した。しかし、欧米の商人はサイードの商取引への介入に反発し、君主による欧米との交易は1852年に行われたイギリスとの交易が最後となった。

## 歴代君主

### マスカットの支配者
1. アフマド・ビン・サイード（在位：1741年/42年もしくは1749年あるいは1753年/54年[5] - 1783年）
2. サイード・ビン・アフマド（在位：1783年 - 1822年） - 1の子
3. スルターン・ビン・アフマド（1792年 - 1804年） - 1の子
4. バドル・ビン・サイフ（1804年 - 1806年） - 2,3の甥
5. サイード・ビン・スルターン（在位：1806年 - 1856年） - 3の子
6. スワイニー・ビン・サイード（在位：1856年 - 1866年） - 5の子
7. サーリム・ビン・スワイニー（在位：1866年 - 1868年） - 6の子
8. アッザーン2世（在位：1868年 - 1871年） - 1の玄孫。イマームの称号を使用。
9. トゥルキー・ビン・サイード（在位：1871年 - 1888年） - 5の子
10. ファイサル・ビン・トゥルキー（在位：1888年 - 1913年） - 9の子
11. タイムール・ビン・ファイサル（在位：1913年 - 1931年） - 10の子
12. サイード・ビン・タイムール（在位：1932年 - 1970年） - 11の子
13. カーブース・ビン・サイード（在位：1970年 - 2020年） - 12の子
14. ハイサム・ビン・ターリク・アール＝サイード（在位：2020年- ） - 11の孫

### ザンジバル
1. マージド・ビン・サイード（在位：1856年 - 1870年） - サイード・ビン・スルターンの子
2. バルガシュ・ビン・サイード（在位：1870年 - 1888年） - 1の弟
3. ハリーファ・ビン・サイード（在位：1888年 - 1890年） - 2の弟
4. アリー・ビン・サイード（在位：1890年 - 1893年） - 3の弟
5. ハマド・ビン・スワイニー（在位：1893年 - 1896年） - マスカットの君主スワイニー・ビン・サイードの子
6. ハーリド - サイード・ビン・スルターンの子[81]、もしくは孫[47]
7. ハムード・ビン・ムハンマド（在位：1896年 - 1902年） - 1,2,3,4の甥。サイード・ビン・スルターンの子ムハンマドの子。
8. アリー・ビン・ハムード（在位：1902年 - 1911年） - 7の子
9. ハリーファ・ビン・ハルーフ（在位：1911年 - 1960年） - 5の甥。スワイニー・ビン・サイードの子ハルーフの子。
10. アブドゥッラー・ビン・ハリーファ（在位：1960年 - 1963年） - 9の子
11. ジャムシード・ビン・アブドゥッラー（在位：1963年 - 1964年） - 10の子

## 系図
|                |                |                |                |                |                |  |  | アフマド1    |              |              |              |              |              |  |  |             |             |             |             |             |             |  |  |                   |                   |                   |                   |                   |                   |  |  |                    |                    |                    |                    |                    |                    |  |  |                 |                 |                 |                 |                 |                 |  |  |                  |                  |                  |                  |                  |                  |  |  |              |              |              |              |              |              |  |  |              |              |              |              |              |              |  |  |  |  |  |  |  |  |  |  |  |  |  |  |  |  |  |  |  |  |  |  |  |  |  |  |  |  |  |  |  |  |  |  |  |  |  |  |  |  |  |  |  |  |  |  |  |  |  |  |
|                |                |                |                |                |                |  |  |              |              |              |              |              |              |  |  |             |             |             |             |             |             |  |  |                   |                   |                   |                   |                   |                   |  |  |                    |                    |                    |                    |                    |                    |  |  |                 |                 |                 |                 |                 |                 |  |  |                  |                  |                  |                  |                  |                  |  |  |              |              |              |              |              |              |  |  |              |              |              |              |              |              |  |  |  |  |  |  |  |  |  |  |  |  |  |  |  |  |  |  |  |  |  |  |  |  |  |  |  |  |  |  |  |  |  |  |  |  |  |  |  |  |  |  |  |  |  |  |  |  |  |  |
|                |                |                |                |                |                |  |  |              |              |              |              |              |              |  |  |             |             |             |             |             |             |  |  |                   |                   |                   |                   |                   |                   |  |  |                    |                    |                    |                    |                    |                    |  |  |                 |                 |                 |                 |                 |                 |  |  |                  |                  |                  |                  |                  |                  |  |  |              |              |              |              |              |              |  |  |              |              |              |              |              |              |  |  |  |  |  |  |  |  |  |  |  |  |  |  |  |  |  |  |  |  |  |  |  |  |  |  |  |  |  |  |  |  |  |  |  |  |  |  |  |  |  |  |  |  |  |  |  |  |  |  |
| カイス         | カイス         | カイス         | カイス         | カイス         | カイス         |  |  | サイード2    | サイード2    | サイード2    | サイード2    | サイード2    | サイード2    |  |  | スルターン3 | スルターン3 | スルターン3 | スルターン3 | スルターン3 | スルターン3 |  |  | サイフ            | サイフ            | サイフ            | サイフ            | サイフ            | サイフ            |  |  |                    |                    |                    |                    |                    |                    |  |  |                 |                 |                 |                 |                 |                 |  |  |                  |                  |                  |                  |                  |                  |  |  |              |              |              |              |              |              |  |  |              |              |              |              |              |              |  |  |  |  |  |  |  |  |  |  |  |  |  |  |  |  |  |  |  |  |  |  |  |  |  |  |  |  |  |  |  |  |  |  |  |  |  |  |  |  |  |  |  |  |  |  |  |  |  |  |
| カイス         | カイス         | カイス         | カイス         | カイス         | カイス         |  |  | サイード2    | サイード2    | サイード2    | サイード2    | サイード2    | サイード2    |  |  | スルターン3 | スルターン3 | スルターン3 | スルターン3 | スルターン3 | スルターン3 |  |  | サイフ            | サイフ            | サイフ            | サイフ            | サイフ            | サイフ            |  |  |                    |                    |                    |                    |                    |                    |  |  |                 |                 |                 |                 |                 |                 |  |  |                  |                  |                  |                  |                  |                  |  |  |              |              |              |              |              |              |  |  |              |              |              |              |              |              |  |  |  |  |  |  |  |  |  |  |  |  |  |  |  |  |  |  |  |  |  |  |  |  |  |  |  |  |  |  |  |  |  |  |  |  |  |  |  |  |  |  |  |  |  |  |  |  |  |  |
| アッザーン1世  | アッザーン1世  | アッザーン1世  | アッザーン1世  | アッザーン1世  | アッザーン1世  |  |  | ハマド       | ハマド       | ハマド       | ハマド       | ハマド       | ハマド       |  |  | サイード5   | サイード5   | サイード5   | サイード5   | サイード5   | サイード5   |  |  | バドル4           | バドル4           | バドル4           | バドル4           | バドル4           | バドル4           |  |  |                    |                    |                    |                    |                    |                    |  |  |                 |                 |                 |                 |                 |                 |  |  |                  |                  |                  |                  |                  |                  |  |  |              |              |              |              |              |              |  |  |              |              |              |              |              |              |  |  |  |  |  |  |  |  |  |  |  |  |  |  |  |  |  |  |  |  |  |  |  |  |  |  |  |  |  |  |  |  |  |  |  |  |  |  |  |  |  |  |  |  |  |  |  |  |  |  |
| アッザーン1世  | アッザーン1世  | アッザーン1世  | アッザーン1世  | アッザーン1世  | アッザーン1世  |  |  | ハマド       | ハマド       | ハマド       | ハマド       | ハマド       | ハマド       |  |  | サイード5   | サイード5   | サイード5   | サイード5   | サイード5   | サイード5   |  |  | バドル4           | バドル4           | バドル4           | バドル4           | バドル4           | バドル4           |  |  |                    |                    |                    |                    |                    |                    |  |  |                 |                 |                 |                 |                 |                 |  |  |                  |                  |                  |                  |                  |                  |  |  |              |              |              |              |              |              |  |  |              |              |              |              |              |              |  |  |  |  |  |  |  |  |  |  |  |  |  |  |  |  |  |  |  |  |  |  |  |  |  |  |  |  |  |  |  |  |  |  |  |  |  |  |  |  |  |  |  |  |  |  |  |  |  |  |
|                |                |                |                |                |                |  |  |              |              |              |              |              |              |  |  |             |             |             |             |             |             |  |  |                   |                   |                   |                   |                   |                   |  |  |                    |                    |                    |                    |                    |                    |  |  |                 |                 |                 |                 |                 |                 |  |  |                  |                  |                  |                  |                  |                  |  |  |              |              |              |              |              |              |  |  |              |              |              |              |              |              |  |  |  |  |  |  |  |  |  |  |  |  |  |  |  |  |  |  |  |  |  |  |  |  |  |  |  |  |  |  |  |  |  |  |  |  |  |  |  |  |  |  |  |  |  |  |  |  |  |  |
| カイス         | カイス         | カイス         | カイス         | カイス         | カイス         |  |  | トゥルキー9  | トゥルキー9  | トゥルキー9  | トゥルキー9  | トゥルキー9  | トゥルキー9  |  |  | スワイニー6 | スワイニー6 | スワイニー6 | スワイニー6 | スワイニー6 | スワイニー6 |  |  |                   |                   |                   |                   |                   |                   |  |  | マージド(1)        | マージド(1)        | マージド(1)        | マージド(1)        | マージド(1)        | マージド(1)        |  |  | バルガッシュ(2) | バルガッシュ(2) | バルガッシュ(2) | バルガッシュ(2) | バルガッシュ(2) | バルガッシュ(2) |  |  | ハリーファ1世(3) | ハリーファ1世(3) | ハリーファ1世(3) | ハリーファ1世(3) | ハリーファ1世(3) | ハリーファ1世(3) |  |  | アリー1世(4) | アリー1世(4) | アリー1世(4) | アリー1世(4) | アリー1世(4) | アリー1世(4) |  |  | ムハンマド   | ムハンマド   | ムハンマド   | ムハンマド   | ムハンマド   | ムハンマド   |  |  |  |  |  |  |  |  |  |  |  |  |  |  |  |  |  |  |  |  |  |  |  |  |  |  |  |  |  |  |  |  |  |  |  |  |  |  |  |  |  |  |  |  |  |  |  |  |  |  |
| カイス         | カイス         | カイス         | カイス         | カイス         | カイス         |  |  | トゥルキー9  | トゥルキー9  | トゥルキー9  | トゥルキー9  | トゥルキー9  | トゥルキー9  |  |  | スワイニー6 | スワイニー6 | スワイニー6 | スワイニー6 | スワイニー6 | スワイニー6 |  |  |                   |                   |                   |                   |                   |                   |  |  | マージド(1)        | マージド(1)        | マージド(1)        | マージド(1)        | マージド(1)        | マージド(1)        |  |  | バルガッシュ(2) | バルガッシュ(2) | バルガッシュ(2) | バルガッシュ(2) | バルガッシュ(2) | バルガッシュ(2) |  |  | ハリーファ1世(3) | ハリーファ1世(3) | ハリーファ1世(3) | ハリーファ1世(3) | ハリーファ1世(3) | ハリーファ1世(3) |  |  | アリー1世(4) | アリー1世(4) | アリー1世(4) | アリー1世(4) | アリー1世(4) | アリー1世(4) |  |  | ムハンマド   | ムハンマド   | ムハンマド   | ムハンマド   | ムハンマド   | ムハンマド   |  |  |  |  |  |  |  |  |  |  |  |  |  |  |  |  |  |  |  |  |  |  |  |  |  |  |  |  |  |  |  |  |  |  |  |  |  |  |  |  |  |  |  |  |  |  |  |  |  |  |
|                |                |                |                |                |                |  |  |              |              |              |              |              |              |  |  |             |             |             |             |             |             |  |  |                   |                   |                   |                   |                   |                   |  |  |                    |                    |                    |                    |                    |                    |  |  |                 |                 |                 |                 |                 |                 |  |  |                  |                  |                  |                  |                  |                  |  |  |              |              |              |              |              |              |  |  |              |              |              |              |              |              |  |  |  |  |  |  |  |  |  |  |  |  |  |  |  |  |  |  |  |  |  |  |  |  |  |  |  |  |  |  |  |  |  |  |  |  |  |  |  |  |  |  |  |  |  |  |  |  |  |  |
| アッザーン2世8 | アッザーン2世8 | アッザーン2世8 | アッザーン2世8 | アッザーン2世8 | アッザーン2世8 |  |  | ファイサル10 | ファイサル10 | ファイサル10 | ファイサル10 | ファイサル10 | ファイサル10 |  |  | サーリム7   | サーリム7   | サーリム7   | サーリム7   | サーリム7   | サーリム7   |  |  | ハマド(5)         | ハマド(5)         | ハマド(5)         | ハマド(5)         | ハマド(5)         | ハマド(5)         |  |  | ハルーフ           | ハルーフ           | ハルーフ           | ハルーフ           | ハルーフ           | ハルーフ           |  |  | ハーリド(6)     | ハーリド(6)     | ハーリド(6)     | ハーリド(6)     | ハーリド(6)     | ハーリド(6)     |  |  |                  |                  |                  |                  |                  |                  |  |  |              |              |              |              |              |              |  |  | ハムード(7)  | ハムード(7)  | ハムード(7)  | ハムード(7)  | ハムード(7)  | ハムード(7)  |  |  |  |  |  |  |  |  |  |  |  |  |  |  |  |  |  |  |  |  |  |  |  |  |  |  |  |  |  |  |  |  |  |  |  |  |  |  |  |  |  |  |  |  |  |  |  |  |  |  |
| アッザーン2世8 | アッザーン2世8 | アッザーン2世8 | アッザーン2世8 | アッザーン2世8 | アッザーン2世8 |  |  | ファイサル10 | ファイサル10 | ファイサル10 | ファイサル10 | ファイサル10 | ファイサル10 |  |  | サーリム7   | サーリム7   | サーリム7   | サーリム7   | サーリム7   | サーリム7   |  |  | ハマド(5)         | ハマド(5)         | ハマド(5)         | ハマド(5)         | ハマド(5)         | ハマド(5)         |  |  | ハルーフ           | ハルーフ           | ハルーフ           | ハルーフ           | ハルーフ           | ハルーフ           |  |  | ハーリド(6)     | ハーリド(6)     | ハーリド(6)     | ハーリド(6)     | ハーリド(6)     | ハーリド(6)     |  |  |                  |                  |                  |                  |                  |                  |  |  |              |              |              |              |              |              |  |  | ハムード(7)  | ハムード(7)  | ハムード(7)  | ハムード(7)  | ハムード(7)  | ハムード(7)  |  |  |  |  |  |  |  |  |  |  |  |  |  |  |  |  |  |  |  |  |  |  |  |  |  |  |  |  |  |  |  |  |  |  |  |  |  |  |  |  |  |  |  |  |  |  |  |  |  |  |
|                |                |                |                |                |                |  |  | タイムール11 | タイムール11 | タイムール11 | タイムール11 | タイムール11 | タイムール11 |  |  |             |             |             |             |             |             |  |  | 大山清子          | 大山清子          | 大山清子          | 大山清子          | 大山清子          | 大山清子          |  |  | ハリーファ2世(9)   | ハリーファ2世(9)   | ハリーファ2世(9)   | ハリーファ2世(9)   | ハリーファ2世(9)   | ハリーファ2世(9)   |  |  |                 |                 |                 |                 |                 |                 |  |  |                  |                  |                  |                  |                  |                  |  |  |              |              |              |              |              |              |  |  | アリー2世(8) | アリー2世(8) | アリー2世(8) | アリー2世(8) | アリー2世(8) | アリー2世(8) |  |  |  |  |  |  |  |  |  |  |  |  |  |  |  |  |  |  |  |  |  |  |  |  |  |  |  |  |  |  |  |  |  |  |  |  |  |  |  |  |  |  |  |  |  |  |  |  |  |  |
|                |                |                |                |                |                |  |  | タイムール11 | タイムール11 | タイムール11 | タイムール11 | タイムール11 | タイムール11 |  |  |             |             |             |             |             |             |  |  | 大山清子          | 大山清子          | 大山清子          | 大山清子          | 大山清子          | 大山清子          |  |  | ハリーファ2世(9)   | ハリーファ2世(9)   | ハリーファ2世(9)   | ハリーファ2世(9)   | ハリーファ2世(9)   | ハリーファ2世(9)   |  |  |                 |                 |                 |                 |                 |                 |  |  |                  |                  |                  |                  |                  |                  |  |  |              |              |              |              |              |              |  |  | アリー2世(8) | アリー2世(8) | アリー2世(8) | アリー2世(8) | アリー2世(8) | アリー2世(8) |  |  |  |  |  |  |  |  |  |  |  |  |  |  |  |  |  |  |  |  |  |  |  |  |  |  |  |  |  |  |  |  |  |  |  |  |  |  |  |  |  |  |  |  |  |  |  |  |  |  |
|                |                |                |                |                |                |  |  |              |              |              |              |              |              |  |  |             |             |             |             |             |             |  |  |                   |                   |                   |                   |                   |                   |  |  |                    |                    |                    |                    |                    |                    |  |  |                 |                 |                 |                 |                 |                 |  |  |                  |                  |                  |                  |                  |                  |  |  |              |              |              |              |              |              |  |  |              |              |              |              |              |              |  |  |  |  |  |  |  |  |  |  |  |  |  |  |  |  |  |  |  |  |  |  |  |  |  |  |  |  |  |  |  |  |  |  |  |  |  |  |  |  |  |  |  |  |  |  |  |  |  |  |
|                |                |                |                |                |                |  |  |              |              |              |              |              |              |  |  |             |             |             |             |             |             |  |  |                   |                   |                   |                   |                   |                   |  |  |                    |                    |                    |                    |                    |                    |  |  |                 |                 |                 |                 |                 |                 |  |  |                  |                  |                  |                  |                  |                  |  |  |              |              |              |              |              |              |  |  |              |              |              |              |              |              |  |  |  |  |  |  |  |  |  |  |  |  |  |  |  |  |  |  |  |  |  |  |  |  |  |  |  |  |  |  |  |  |  |  |  |  |  |  |  |  |  |  |  |  |  |  |  |  |  |  |
| サイード12     | サイード12     | サイード12     | サイード12     | サイード12     | サイード12     |  |  | ターリク     | ターリク     | ターリク     | ターリク     | ターリク     | ターリク     |  |  |             |             |             |             |             |             |  |  | ブサイナ （節子） | ブサイナ （節子） | ブサイナ （節子） | ブサイナ （節子） | ブサイナ （節子） | ブサイナ （節子） |  |  | アブドゥッラー(10) | アブドゥッラー(10) | アブドゥッラー(10) | アブドゥッラー(10) | アブドゥッラー(10) | アブドゥッラー(10) |  |  |                 |                 |                 |                 |                 |                 |  |  |                  |                  |                  |                  |                  |                  |  |  |              |              |              |              |              |              |  |  |              |              |              |              |              |              |  |  |  |  |  |  |  |  |  |  |  |  |  |  |  |  |  |  |  |  |  |  |  |  |  |  |  |  |  |  |  |  |  |  |  |  |  |  |  |  |  |  |  |  |  |  |  |  |  |  |
| サイード12     | サイード12     | サイード12     | サイード12     | サイード12     | サイード12     |  |  | ターリク     | ターリク     | ターリク     | ターリク     | ターリク     | ターリク     |  |  |             |             |             |             |             |             |  |  | ブサイナ （節子） | ブサイナ （節子） | ブサイナ （節子） | ブサイナ （節子） | ブサイナ （節子） | ブサイナ （節子） |  |  | アブドゥッラー(10) | アブドゥッラー(10) | アブドゥッラー(10) | アブドゥッラー(10) | アブドゥッラー(10) | アブドゥッラー(10) |  |  |                 |                 |                 |                 |                 |                 |  |  |                  |                  |                  |                  |                  |                  |  |  |              |              |              |              |              |              |  |  |              |              |              |              |              |              |  |  |  |  |  |  |  |  |  |  |  |  |  |  |  |  |  |  |  |  |  |  |  |  |  |  |  |  |  |  |  |  |  |  |  |  |  |  |  |  |  |  |  |  |  |  |  |  |  |  |
|                |                |                |                |                |                |  |  |              |              |              |              |              |              |  |  |             |             |             |             |             |             |  |  |                   |                   |                   |                   |                   |                   |  |  |                    |                    |                    |                    |                    |                    |  |  |                 |                 |                 |                 |                 |                 |  |  |                  |                  |                  |                  |                  |                  |  |  |              |              |              |              |              |              |  |  |              |              |              |              |              |              |  |  |  |  |  |  |  |  |  |  |  |  |  |  |  |  |  |  |  |  |  |  |  |  |  |  |  |  |  |  |  |  |  |  |  |  |  |  |  |  |  |  |  |  |  |  |  |  |  |  |
| カーブース13   | カーブース13   | カーブース13   | カーブース13   | カーブース13   | カーブース13   |  |  | アスアド     | アスアド     | アスアド     | アスアド     | アスアド     | アスアド     |  |  | ハイサム14  | ハイサム14  | ハイサム14  | ハイサム14  | ハイサム14  | ハイサム14  |  |  |                   |                   |                   |                   |                   |                   |  |  | ジャムシード(11)   | ジャムシード(11)   | ジャムシード(11)   | ジャムシード(11)   | ジャムシード(11)   | ジャムシード(11)   |  |  |                 |                 |                 |                 |                 |                 |  |  |                  |                  |                  |                  |                  |                  |  |  |              |              |              |              |              |              |  |  |              |              |              |              |              |              |  |  |  |  |  |  |  |  |  |  |  |  |  |  |  |  |  |  |  |  |  |  |  |  |  |  |  |  |  |  |  |  |  |  |  |  |  |  |  |  |  |  |  |  |  |  |  |  |  |  |
| カーブース13   | カーブース13   | カーブース13   | カーブース13   | カーブース13   | カーブース13   |  |  | アスアド     | アスアド     | アスアド     | アスアド     | アスアド     | アスアド     |  |  | ハイサム14  | ハイサム14  | ハイサム14  | ハイサム14  | ハイサム14  | ハイサム14  |  |  |                   |                   |                   |                   |                   |                   |  |  | ジャムシード(11)   | ジャムシード(11)   | ジャムシード(11)   | ジャムシード(11)   | ジャムシード(11)   | ジャムシード(11)   |  |  |                 |                 |                 |                 |                 |                 |  |  |                  |                  |                  |                  |                  |                  |  |  |              |              |              |              |              |              |  |  |              |              |              |              |              |              |  |  |  |  |  |  |  |  |  |  |  |  |  |  |  |  |  |  |  |  |  |  |  |  |  |  |  |  |  |  |  |  |  |  |  |  |  |  |  |  |  |  |  |  |  |  |  |  |  |  |
|                |                |                |                |                |                |  |  |              |              |              |              |              |              |  |  |             |             |             |             |             |             |  |  |                   |                   |                   |                   |                   |                   |  |  | アリー             |                    |                    |                    |                    |                    |  |  |                 |                 |                 |                 |                 |                 |  |  |                  |                  |                  |                  |                  |                  |  |  |              |              |              |              |              |              |  |  |              |              |              |              |              |              |  |  |  |  |  |  |  |  |  |  |  |  |  |  |  |  |  |  |  |  |  |  |  |  |  |  |  |  |  |  |  |  |  |  |  |  |  |  |  |  |  |  |  |  |  |  |  |  |  |  |

- 下津源太郎『世界帝王系図集』（増補版、近藤出版社、1987年）を基に作成。
- マスカットの支配者の名前と代数を太字とした。
- ザンジバルの支配者は名前を太字にし、代数に括弧を付した。